# Pussy Galore
Pussy Galore fue una banda de noise rock formada en Washington D. C. en 1985 y que se separó en 1990 en Nueva York. Es uno de los pilares del garage rock de los años 80. Aunque de escaso éxito comercial, dejó un importante legado en la música alternativa y punk, y un creciente culto de seguidores a lo largo y ancho del planeta.
El nombre del grupo proviene de la enemiga de James Bond de la película de 1964 "Goldfinger", llamada PUSSY GALORE.
Sus influencias son el rock industrial y experimental, The Velvet Underground, el recopilatorio "Back From the Grave" y en general mencionaron que poseen influencias de distintos grupos de la escena underground.
Sus canciones más conocidas son: "Dick Johnson", "Die Bitch!" o "Kicked Out". Las letras del grupo tratan temas sobre: sexo, humor negro, ruido, sátira, violencia, entre otros.
Uno de los integrantes, Jon Spencer, formó después de la separación del grupo The Jon Spencer Blues Explosion y Bob Bert siguió en Bewitched y 
Chrome Cranks. Neil Hagerty formó Royal Trux, y Julie Cafritz estuvo en Action Swingers, Free Kitten y STP.

## Integrantes

### Exintegrantes
- Bob Bert - batería (1986-1990)
- Julia Cafritz - vocal de apoyo, guitarra (1985-1989)
- Neil Michael Hagerty - vocal de apoyo, guitarra (1986-1990)
- John Hammill - batería (1985-1986)
- Cristina Martínez - guitarra (1986-1988)
- Jon Spencer - vocal, guitarra (1985-1990)
- Kurt Wolf - guitarra (1989-1990)

## Discografía

### Álbumes de estudio
- 1987: "Right Now!"
- 1989: "Dial 'M' for Motherfucker"
- 1990: "Historia de la Música Rock"

### EP
- 1985: "Feel Good About Your Body"
- 1986: "Groovy Hate Fuck"
- 1986: "Pussy Gold 5000"
- 1988: "Sugarshit Sharp"

### Compilaciones
- 1986: "Exile on Main St"
- 1986: "1 Yr Live"
- 1987: "Groovy Hate Fuck" (Edición especial)
- 1992: "Corpse Love: The First Year"
- 1998: "Live: In the Red"